# Station Achim
Station Achim (Bahnhof Achim) is een spoorwegstation in de Duitse plaats Achim, in de deelstaat Nedersaksen. Het station ligt aan de spoorlijn Wunstorf - Bremerhaven. Op het station stoppen naast Regional-Expresstreinen en Regionalbahntreinen ook treinen van de Regio-S-Bahn van Bremen en Nedersaksen. Het station telt twee perronsporen.

## Treindienst
De volgende treinseries doen station Achim aan:
| Serie | Treinsoort                       | Route | Bijzonderheden                            |
| ----- | -------------------------------- | --- | ----------------------------------------- |
| RE 1  | Regional-Express (DB Regio Nord) | Hannover Hbf – Nienburg (Weser) – Verden (Aller) – Achim – Bremen Hbf – Delmenhorst – Hude – Oldenburg (Oldb) Hbf – Leer (Ostfriesl) – Emden Hbf – Norddeich Mole | Rijdt eenmaal per twee uur.               |
| RE 8  | Regional-Express (DB Regio Nord) | Bremerhaven-Lehe – Bremerhaven Hbf – Bremen Hbf – Achim – Verden (Aller) – Nienburg (Weser) – Hannover Hbf                                                        | Rijdt eenmaal per twee uur                |
| RB 37 | Regionalbahn (Erixx)             | Bremen Hbf – Achim – Soltau (Han) – Uelzen | Rijdt eenmaal per twee uur                |
| RS1   | Regio-S-Bahn (NordWestBahn)      | Bremen-Farge – Bremen-Vegesack – Bremen Hbf – Achim – Verden (Aller)                                                                                              | Extra spitsritten tussen Vegesack en Hbf. |